# エルメシンダ・デ・ビゴーラ
エルメシンダ・デ・ビゴーラ（スペイン語：Ermesinda de Bigorra, 1015年 - 1049年12月1日）は、アラゴン王ラミロ1世の妃。結婚前の名はジェルベルジュ・ド・ビゴール（フランス語：Gerberge de Bigorre）またはジズベルガ（Gisberga）。

## 生涯
エルメシンダはフォワ伯・ビゴール伯ベルナール1世・ロジェとビゴール女伯ガルサンドの娘である。兄弟には、ビゴール伯ベルナール2世、フォワ伯ピエール＝ベルナールがいる。また、ナバラ王ガルシア3世と結婚したエティエネットも姉妹である可能性がある。
エルメシンダは1036年8月22日にアラゴン王ラミロ1世と結婚した。結婚後に名前をジェルベルジュからエルメシンダに改名した。夫妻の結婚生活は13年間続き、その間に夫ラミロ1世は、ハカ周辺に散らばる領地を所有する家臣の身分から、かつてのアラゴン、ソブラルベ、リバゴルザの伯領にまたがる小王国の事実上の支配者となり、それにより最初のアラゴン王であると考えられている。2人の間には以下の子女が生まれた。
- テレサ（1037年生） - プロヴァンス伯ギヨーム・ベルトランと結婚
- サンチョ・ラミレス（1042年頃 - 1094年） - アラゴン王[4]
- サンチャ（1045年頃 - 1097年） - ウルジェイ伯アルマンゴル3世と結婚
- ガルシア（1086年7月17日没） - ハカ司教
- ウラカ（1077年没） - 修道女

エルメシンダは1049年12月1日に死去し、サン・フアン・デ・ラ・ペーニャ修道院に埋葬された。夫ラミロ1世はその4年後にアニェス・ダキテーヌと再婚した。